# Trest smrti na Mauriciu
Trest smrti na Mauriciu byl zrušen v roce 1995 přijetím Zákona o zrušení trestu smrti (Abolition of Death Penalty Act 1995 No. 31 of 1995). Poslední poprava byla na Mauriciu vykonána v roce 1987.
Mauricius v letech 2007, 2008, 2010, 2012, 2014, 2016, 2018 a 2020 hlasoval pro moratorium OSN na trest smrti, avšak nepřistoupil k Druhému opčnímu protokolu Mezinárodního paktu o občanských a politických právech.